# Giallo di cadmio
Il giallo di cadmio è un colore usato come sostitutivo del giallo cromo, siccome quest'ultimo è un sale del piombo e perciò tossico per l'uomo. Il giallo cadmio è un sale inorganico e cioè il solfuro di cadmio CdS, solitamente combinato con l'ossido di zinco; in natura si trova sotto forma di un minerale chiamato greenockite.
La sua formula chimica è:
CdS + ZnO.